# Angel/Dust
Angel/Dust (jap. エンジェル／ダスト) ist eine Manga-Reihe der japanischen Zeichnerin Aoi Nanase. Der Fantasy-Manga wird fortgesetzt durch Angel/Dust neo. Die Zielgruppe des Mangas sind jugendliche Mädchen, demzufolge ist er dem Shōjo-Genre zuzuordnen.

## Handlung
Die Schülerin Yuina Hatori ist gut in der Schule, aber sehr zurückhaltend und schüchtern. Jedoch singt sie sehr gern. Eines Tages begegnet ihr Seraph, eine engelsähnliche Gestalt, bei der es sich um einen Android aus einer anderen Welt handelt, einen sogenannten Emulgator. Diese gehen Verträge mit Menschen ein, was diesen große Macht verleiht. Seraph küsst nun Yuina, um so einen solchen Vertrag einzugehen. Nachdem der darauf folgende Streit überwunden ist, können sich die beiden auch anfreunden. 
Nun geht auch Yuinas Freundin Akiho Kudo mit der Emulgator Lucifer einen Vertrag ein. Lucifer hasst Menschen, will diesen nicht dienen und bricht so die Regeln der Androiden. Sie will Seraph töten und bemächtigt sich zu diesem Zweck des Körpers von Akiho. Dazu kommt auch, dass Akiho Yuina hasst, was die Macht Lucifers noch verstärkt.

## Veröffentlichung
Der Manga von Aoi Nanase wurde 2001 in Japan im Magazin Newtype veröffentlicht und später von Kadokawa Shoten in einem Tankōbon (Sammelband) herausgebracht. Der Manga wurde von ADV Manga auf Englisch und von Editions Tonkam auf Französisch veröffentlicht. Bei Panini erschien das Werk auf Italienisch. 
Die Fortsetzung Angel/Dust neo erschien ab November 2003 im Newtype und wurde später auch in einem Tankōbon herausgebracht. ADV Manga veröffentlichte auch die Fortsetzung auf Englisch. 
Auf Deutsch erschienen Angel/Dust im Mai 2003 sowie Angel/Dust neo im April 2005 bei Planet Manga. 